# Kristdemokratiska unionen (Nederländerna)
Kristdemokratiska Unionen (Christelijk-Democratische Unie) var ett tidigare kristet vänsterparti i Nederländerna.

## Historia
Partiet bildades den 11 december 1926, genom samgående mellan tre mindre partier: Kristligt Sociala Partiet, Kristdemokratiska Partiet och Kristna Socialistförbundet.
Partiet hade ett mandat i parlamentet mellan 1929 och 1937 och två mellan 1937 och 1946. 
Partiledare var den populäre Hendrik van Houten.
Kristdemokratiska Unionen hade sin väljarbas inom det pacifistiska trossamfundet Reformerta kyrkor i återställd gemenskap.
1946 gick man samman med två andra partier (Socialdemokratiska arbetare-partiet och Frisinnade Demokratiska Förbundet) och bildade Arbetarepartiet.
Under 1950-talet lämnade många tidigare medlemmar av Kristdemokratiska Unionen det nya Arbetarepartiet (som man tyckte var alltför högervridet) och gick med i det Pacifistiska Socialistpartiet.

## Ideologi
Kristdemokratiska Unionen byggde sin politik på tankegods hämtat från den reformerte teologen Karl Barth. 
Man var mot abort, dödshjälp och all form av krigföring och för skyddandet av söndagens helgd, utjämning av sociala klyftor, nationalisering av basindustrier och löntagarinflytande inom företagen.